# Conus grahami
Conus grahami é uma espécie de gastrópode do gênero Conus, pertencente à família Conidae.

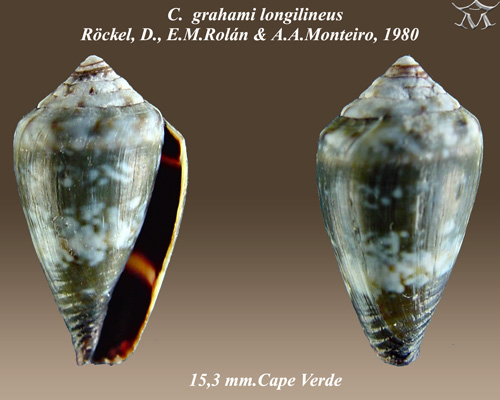
Conus grahami longilineus Röckel, D., E. M. Rolán & A. A. Monteiro, 1980
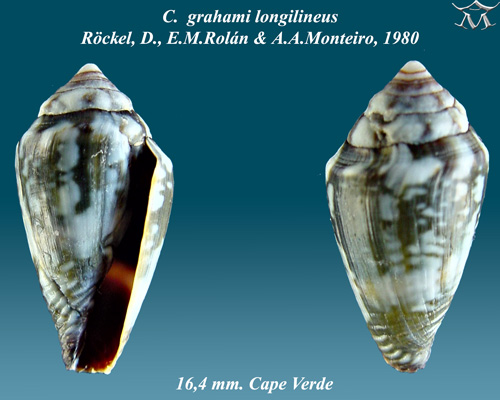
Conus grahami longilineus Röckel, D., E. M. Rolán & A. A. Monteiro, 1980
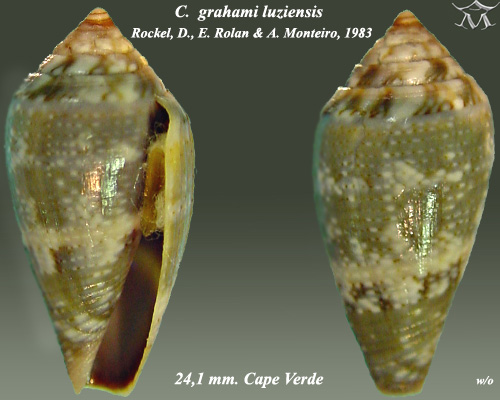
Conus grahami luziensis Röckel, D., E. M. Rolán & A. A. Monteiro, 1980